# Tenrec ecaudatus
Il tenrec (Tenrec ecaudatus Schreber, 1778) è un mammifero afrosoricida originario del Madagascar. È l'unica specie vivente del genere Tenrec.

## Descrizione
Di aspetto simile sia ai toporagni che ai ricci, è la più grande specie di Tenrecidae terrestri, potendo raggiungere una lunghezza di 25–40 cm ed un peso di 1,5-2,5 kg.

Ha un muso allungato e appuntito, simile ad una piccola proboscide, e una coda rudimentale, lunga poco più di 1 cm, a cui si deve l'epiteto specifico.

Presenta una folta pelliccia di colore dal grigio al rossastro, cosparsa di aculei aguzzi.

## Biologia
Sono animali tendenzialmente solitari, tranne che nel periodo riproduttivo (ottobre-novembre). Hanno abitudini crepuscolari-notturne.
Durante le ore più calde del giorno vivono in tane scavate generalmente in prossimità delle rive dei corsi d'acqua.
Durante la stagione secca (maggio-settembre), quando le risorse alimentari sono limitate, vanno in letargo.

### Alimentazione
Si nutrono sia di vegetali che di artropodi, che predano scavando il terreno con il lungo muso. Occasionalmente predano anche rettili, anfibi e piccoli mammiferi.

### Riproduzione
È una specie molto prolifica: ogni femmina, dopo una gestazione di 56-64 giorni, dà alla luce 12-20 piccoli, la cui pelliccia alla nascita è a strisce bianche e nere. Subito dopo lo svezzamento i piccoli iniziano a seguire la madre nella ricerca del cibo, per divenire totalmente autonomi intorno ai 2 mesi di vita.

### Predatori
Il predatore più temuto è il fossa (Cryptoprocta ferox)

## Distribuzione e habitat
Il T. ecaudatus è endemico del Madagascar.
È stato introdotto dall'uomo ed è naturalizzato nelle isole Comore, nell'isola di Riunione, nelle Mauritius e nelle Seychelles.
Vive nelle foreste tropicali e subtropicali e nella savana, ma non è infrequente incontrarlo anche in vicinanza dei centri abitati.

## Conservazione
La IUCN Red List classifica Tenrec ecaudatus come specie a basso rischio di estinzione (Least Concern).
È una specie molto comune ed è osservabile in gran parte delle aree naturali protette in Madagascar tra cui il Parco Nazionale di Ranomafana e la Riserva naturale di Berenty.